# Reishia bronni
Reishia bronni is een slakkensoort uit de familie van de Muricidae. De wetenschappelijke naam van de soort is voor het eerst geldig gepubliceerd in 1860 door Dunker.